# Ken Allen
Ken Allen (født 13. februar 1971, død 1. december 2000) var en berømt Borneo-orangutang, der i hele sit liv boede i San Diego Zoo Safari Park i Californien, USA.Han fik øgenavnet Den behårede Houdini (The Hairy Houdini), grundet sine mange vellykkede flugter fra hans indhegning, hvilket gav ham verdensomspændende opmærksomhed. Ligeledes var han blandt parkens mest berømte dyr, og han var navngivet efter de to dyrepassere Ken Willingham og Ben Allen.
Ken Allen stak af hele tre gange i sommeren 1985, hvor han fredeligt spadserede rundt i parken. Dyrepasserene var i begyndelsen chokeret over, hvordan det var lykkedes for ham at flygte. De begyndte at overvåge Ken Allens indhegning, men fandt ud af, at Ken angiveligt vidste at han blev overvåget. Dette tvang dyrepasserne til at gå undercover og udgive sig for at være turister. Formålet var at lære abens flugtrute, men Ken Allen lod sig ikke narre. Desuden begyndte andre orangutanger i samme park at lade sig inspirere af Ken Allen og flygtede fra deres indhegning. For at forhindre yderligere flugtforsøg, brugte personalet omkring 45.000 dollars, svarende til over 306.000 kroner, på at opgradere faciliteterne.
Ken Allen blev aflivet den 1. december 2000, 29 år gammel, efter have fået konstateret kræft.Ved hans død havde han etableret sig en fanbase.
I 2007 udkom en tegnefilm baseret på Ken Allens liv i en fri fortolkning med titlen Ken-Allen Og Friheden. Filmen er instrueret af Göran Olsson og har Ghita Nørby som fortæller i den danske version.